# Casa del guarda

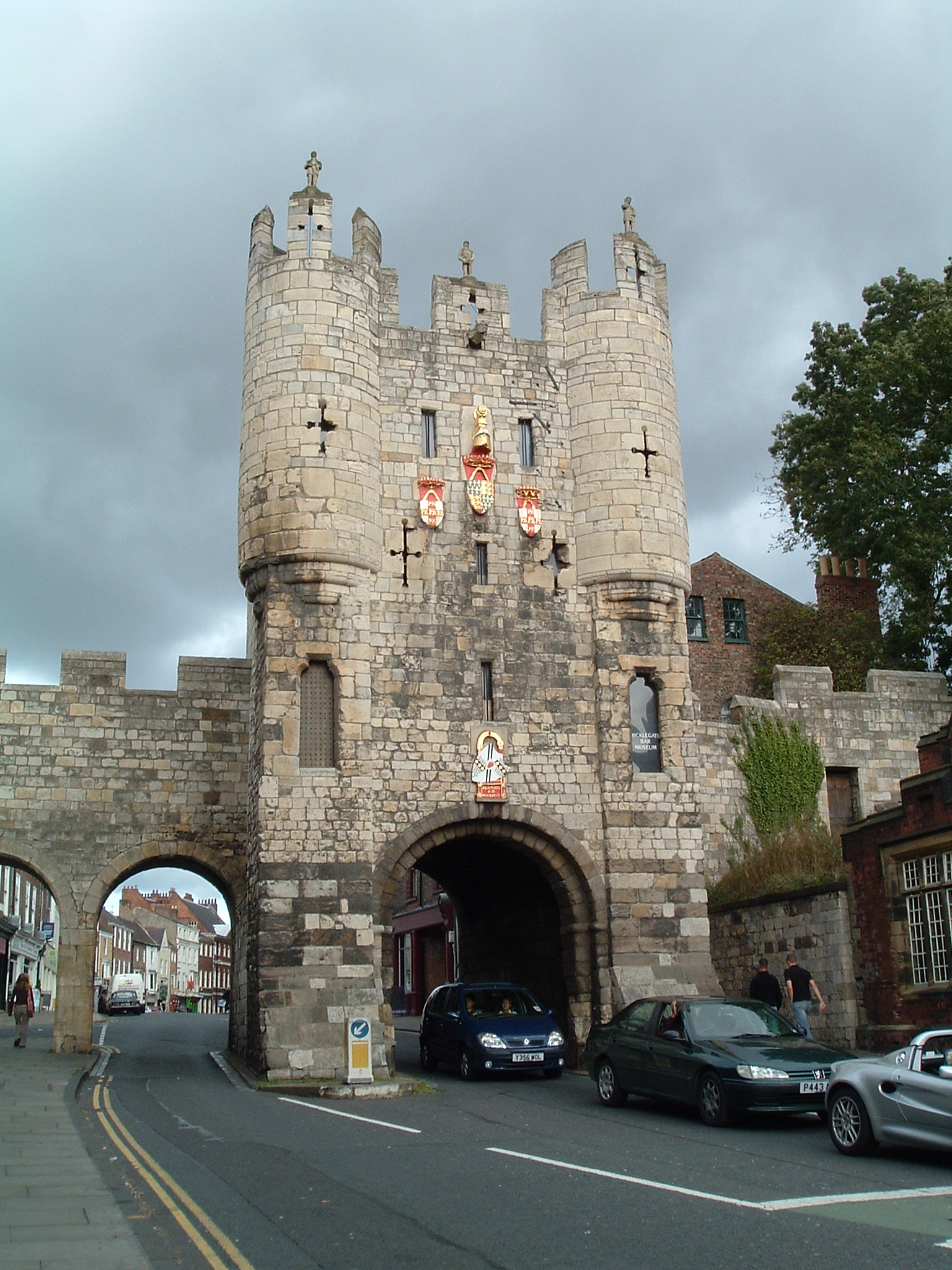
Micklegate, Casa del Guarda Situada en York

La casa del guarda —a veces, cuerpo de guardia— es una estructura característica de los castillos europeos, de las mansiones y de las casas señoriales. Originalmente, la casa del guarda era una estructura fortificada, construida sobre la puerta de entrada a una ciudad o un castillo.
El cuerpo de guardia es el lugar destinado para el personal que ese día va a realizar las labores de guardia permanente de la puerta durante el periodo de tiempo establecido, hasta que llegue el relevo siguiente. En el espacio del cuerpo de guardia, la tropa realiza los descansos periódicos entre turno y turno.
En arquitectura se entiende por casa del guardia, una construcción adjunta o que acompaña a la entrada de un castillo, una casa señorial u otra construcción similar de importancia. 
Las casas del guarda aparecieron por primera vez en la Edad Media, cuando se hacen necesarias para proteger las puertas principales de los castillos o las ciudades. Con el tiempo evolucionan convirtiéndose en complejas estructuras con muchas líneas de defensa. Las casas del guarda podían incluir puentes levadizos, matacanes y aspilleras.
A veces, las casas del guarda formaban parte de las fortificaciones de las ciudades, tal defendían los puentes de paso a la ciudad, como ocurre en el Monnow Bridge en Monmouth, Gales. York cuenta con cuatro casas del guarda que se denominan "Bars", uno de ellos es Micklegate.
En Francia, las casas del guarda se denominan logis-porche, las más grandes también son denominadas châtelet (pequeño castillo). Eran estructuras grandes y complejas que podía servir tanto de puerta de entrada como de alojamiento o bien estar compuesto de una puerta de entrada a través de un muro de cierre.
Después de la Edad Media, muchas casas del guarda en Inglaterra y Francia perdieron su función defensiva y fueron convertidas en elementos decorativos como grandes puertas de entradas a casas señoriales.}}
"Hoy en día, muchas de estas construcciones se conservan como patrimonio histórico, siendo objeto de restauración y estudio por su valor arquitectónico y cultural."

## Casas del guarda en Inglaterra
Los ejemplos más notables se localizan en:
- Ightham Mote, cerca de Sevenoaks, en el condado de Kent.
- Castillo de Nottingham, en Nottingham.
- Castillo de Stokesay, en Stokesay, condado de Shropshire.
- Stanway Hall, en Stanway, condado de Gloucestershire.
- Westwood, en el condado de Worcestershire.
- Burton Agnes Hall, en el condado de Yorkshire.
- Castillo de Hylton, en Sunderland, condado de Tyne and Wear.

## Casas del guarda en Francia
Los ejemplos más notables se localizan en:
- Castillo de Suscinio, en Sarzeau.
- Castillo de Trécesson, en Campénéac.
- Castillo de Vitré, en Vitré.

## Casas del guarda en América
Los ejemplos más notables se localizan en:
- Fortaleza de San Carlos de Perote, en Perote, México.
- Castle Gatehouse, en Washington D. C., en Estados Unidos.
- Latrobe Gate, en Washington, D.C, en Estados Unidos.
- Lorraine Park Cemetery Gate Lodge, en Woodlawn, Maryland, en Estados Unidos.